# Jeron Johnson
Jeron Johnson (Compton, 12 giugno 1988) è un giocatore di football americano statunitense che gioca nel ruolo di strong safety per i Jacksonville Jaguars della National Football League (NFL). Dopo non essere stato scelto nel Draft NFL 2011 firmò coi Seattle Seahawks. Al college ha giocato a football alla Boise State University.

## Carriera professionistica

### Seattle Seahawks
Dopo non essere stato scelto nel Draft 2011, Johnson firmò con i Seattle Seahawks. Nella sua prima stagione professionistica mise a segno 6 tackle in 8 partite disputate, nessuna delle quali come titolare.
Nella settimana 14 della stagione 2012, i Seahawks batterono gli Arizona Cardinals con un nettissimo 58-0: Johnson mise a segno il suo secondo sack stagionale e forzò un fumble. La sua stagione 2012 si concluse disputando tutte le 16 partite, nessuna delle quali come titolare, mettendo a segno 12 tackle e forzando un fumble.
Nel 2013, Johnson disputò 7 partite con 6 tackle. Il 2 febbraio 2014 vinse il Super Bowl XLVIII quando i Seahawks batterono i Denver Broncos per 43-8. Il 7 marzo 2014 firmò un rinnovo contrattuale di un anno con la squadra. La sua annata si chiuse con 19 tackle in 15 presenze, inclusa la prima come titolare.

### Washington Redskins
Il 16 marzo 2015, Johnson firmò un contratto biennale del valore di 4 milioni di dollari coi Washington Redskins.

## Palmarès

### Franchigia
- Super Bowl : 1

Seattle Seahawks: Super Bowl XLVIII
- National Football Conference Championship: 2

Seattle Seahawks: 2013, 2014

## Statistiche
| Partite totali      | 46 |
| Partite da titolare | 1  |
| Tackle              | 43 |
| Sack                | 0  |
| Intercetti          | 0  |
| Fumble forzati      | 1  |

Statistiche aggiornate alla stagione 2014